# Alemanda
Alemanda (tudi allemande, almain, ali alman) (iz francoskega izraza za »nemški«) je bila ena najbolj priljubljenih plesnih oblik v baročni glasbi in stiliziran kot obvezni stavek v baročni suiti. Izvorno je alemanda predstavljala prvi stavek suite (pred couranto), kasneje pa je sledila uvodnemu stavku, npr. preludiju. 
Alemanda je nemški dvorni ples z značajem mirne koračnice. Začenja ga predtakt, sicer pa je komponiran v 2/4 ali 4/4 taktu. Pojavil se je že v 15. stoletju (renesančna glasba) in je bil kot dvorni ples popularen predvsem v Angliji, na Nizozemskem in v Franciji. Okrog leta 1600 se je naglo razširil po vsej zahodni Evropi in kot instrumentalna skladba dobil svoje mesto kot suitni stavek. Danes so največkrat izvajane alemande v suitah in partitah J. S. Bacha. Značilnosti alemande so tonalni in motivični kontrasti ter sestavljanje kratkih melodičnih motivov v daljše sekvence. Te značilnosti je nasledila glasbena oblika tombeau. Italijanski in angleški skladatelji so alemande komponirali bolj svobodno in uporabljali različne tempe od larga do presta. V poznem 18. stoletju je bilo ime »allemanda« uporabljeno tudi za novo obliko tridobnega plesa, ki je napovedoval valček: Douze allemande op. 4 (1801) Carla Marie von Webra.
Priljubljenost alemande se je v komponistični praksi končala v prvi polovici 18. stoletja, v okviru plesnih prireditev pa že pred tem. Nemška izročila o poteku plesa ne obstajajo več, obstajajo pa francoski (Arbeau) in angleški (Inns of Court) plesni priročniki iz 16. stoletja, ki ga opisujejo.